# تفويض الأمم المتحدة
تفويض الأمم المتحدة هو مصطلح يستخدم عادة للإشارة إلى بعثة دولية طويلة الأجل تم تفويضها من قبل الجمعية العامة للأمم المتحدة أو مجلس الأمن التابع للأمم المتحدة على وجه الخصوص. يشمل تفويض الأمم المتحدة عادة عمليات حفظ السلام.
يشير مططلح «التفويض» بشكل عام في القانون الدولي إلى أمر مُعطى لدولة أو اتحاد دول لتمثيل الدولة ومسائل القانون الدولي في أرض أجنبية معينة.
وبالتالي، فإن مصطلح «تفويض الأمم المتحدة» (نادراً ما يكون تفويضا من الأمم المتحدة عينها) بل يقصد بالتفويض القرار الذي أصدره مجلس الأمن التابع للأمم المتحدة. مثل هذا القرار ضروري لأن الدول تتمتع عمومًا بسيادة الدولة وهي محمية من تأثير الدول الأخرى «بمبدأ عدم التدخل».
يجوز لمثل هذا التفويض الصادر عن الأمم المتحدة وفقًا للفصل السادس من ميثاقها المتعلق «بحل المنازعات سلمياً» وكذلك الفصل السابع الذي يشمل التدابير المتخذة في حالة «التهديد أو الإخلال بالسلم وأعمال العدوان». ضروروة التدخل في سيادة الدولة المتضررة. حيث يستخدم كقاعدة عامة لإضفاء الشرعية على بعثات السلام الدولية أو غيرها من تدابير حفظ السلام أو بناء السلام أو التدخلات العسكرية الأخرى في إطار القانون الدولي الذي لم تمنح الدولة المعنية الموافقة الصريحة عليه.
يتم استخدام ما يسمى بـ«التفويض القوي» إذا تم نشر القوات المسلحة وفقًا للفصل السابع من ميثاق الأمم المتحدة والذي يشمل من حيث المبدأ استخدام القوة المسلحة إلى حد معين محدد في الحالة الفردية. ومن أمثلة «التفويض القوي» للأمم المتحدة «بعثات الأمم المتحدة لحفظ السلام في جمهورية الكونغو الديمقراطية»، «بعثة منظمة الأمم المتحدة لتحقيق الاستقرار في جمهورية الكونغو الديمقراطية»، بعثة الأمم المتحدة للإدارة المؤقتة في كوسوفو.